# Сен-Мартен-де-Фонтене
Сен-Марте́н-де-Фонтене́ (фр. Saint-Martin-de-Fontenay) — коммуна во Франции, находится в регионе Нижняя Нормандия. Департамент коммуны — Кальвадос. Входит в состав кантона Бургебюс. Округ коммуны — Кан.
Код INSEE коммуны — 14623.

## Население
Население коммуны на 2010 год составляло 2504 человека.
| 1962 | 1968 | 1975 | 1982 | 1990 | 1999 | 2010 |
| ---- | ---- | ---- | ---- | ---- | ---- | ---- |
| 766  | 895  | 1319 | 1418 | 1884 | 1881 | 2504 |

## Экономика
В 2010 году среди 1522 человек трудоспособного возраста (15—64 лет) 1161 были экономически активными, 361 — неактивными (показатель активности — 76,3 %, в 1999 году было 66,7 %). Из 1161 активных жителей работали 1073 человека (548 мужчин и 525 женщин), безработных было 88 (47 мужчин и 41 женщина). Среди 361 неактивных 115 человек были учениками или студентами, 176 — пенсионерами, 70 были неактивными по другим причинам.